# Lao-lao

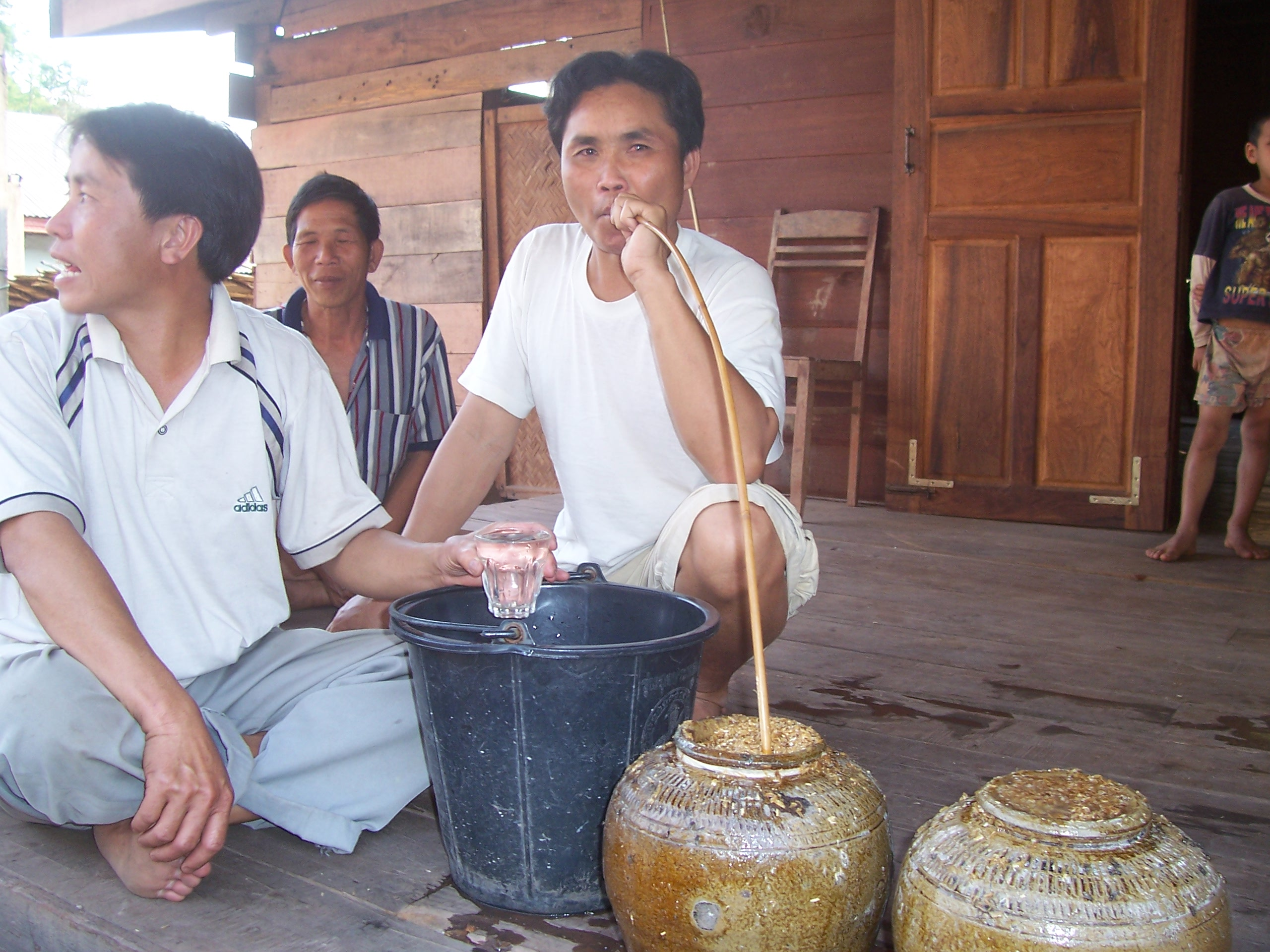
Consommation de lao-hai (alcool de jarre) à Paksane en 2007.

Le lao-lao (laotien : ເຫລົ້າລາວ, signifiant littéralement alcool lao) est un alcool de riz consommé au Laos.
Il est produit artisanalement dans les villages ruraux selon une méthode similaire au bouilleur de cru.
Pour le fabriquer, de la levure est ajouté au riz gluant cuit. Le riz additionné de levure est placé dans un récipient, couvert par un linge et exposé au soleil pour fermenter. Après une dizaine de jours de fermentation, le riz est placé dans un tonneau pour en extraire l'alcool par distillation.
La distillation s'effectue dans un tonneau. Le riz est placé au milieu du tonneau, dans le bas du tonneau un récipient contenant de l'eau qui est chauffée pour produire de la vapeur d'eau, alors que le haut du tonneau contient un récipient d'eau froide. La vapeur d'eau s'élève du bas du tonneau, passe à travers le riz fermenté en emportant l'alcool et se condense avec l'alcool sur le récipient d'eau froide dans le haut du tonneau. Le liquide obtenu - le lao-lao - s'écoule par un tuyau dans un récipient.
Les premiers liquides obtenus sont les plus forts, contenant environ 60 à 70 % d'alcool. Ensuite, le liquide titre à environ 40 %.